# Фогельзанг, Генрих
Генрих Фо́гельзанг (нем. Heinrich Vogelsang; 17 марта 1862 год, Бремен — 25 мая 1914 год, там же) — немецкий коммерсант и руководитель первой экспедиции Адольфа Людерица в Германскую Юго-Западную Африку, ныне Намибию.

## Биография
Генрих Фогельзанг, сын бременского торговца табаком, отличался предприимчивостью и ещё до знакомства с Адольфом Людерицем в 1882 году побывал в Африке. Людериц нанял Фогельзанга в свою компанию и отправил его в Ангра-Пекену (будущую бухту Людерица) в 1883 году. Людериц планировал купить в Африке землю, чтобы не только вести торговлю, но и основать немецкое поселение.
Фогельзанг прибыл в Ангра-Пекену 9 апреля 1883 года и уже 1 мая 1983 заключил договор купли-продажи гавани Ангра-Пекены и её округи диаметром в 5 миль с вождём племени бетанцев Иосифом Фредериком II. Приобретение обошлось в 100 фунтов стерлингов золотом и 200 винтовок со снаряжением. По второму договору Фогельзанг приобрёл для компании прибрежную зону шириной 20 миль от реки Оранжевой до 26° южной широты. В договорах Фогельзанг не уточнял, о какой миле идёт речь — немецкой или английской. Позднее Людериц настаивал на том, что единицей измерения была немецкая миля, составлявшая 7,5 км, а не английская в 1,6 км.
В 1884 году генеральный консул Густав Нахтигаль назначил Фогельзанга консулом региона Бетани и представителем правительства кайзеровской Германии в бухте Людерица. В этом качестве Генрих Фогельзанг заключил с несколькими племенами и родами так называемые «договоры о защите». Фогельзанг ушёл со службы в 1885 году, покинул Африку, но в 1888 году ещё раз побывал в Германской Юго-Западной Африке по делам Германского колониального общества. Вернувшись в Германию, занимался торговлей табаком в родном Бремене.